# 5759 Zoshchenko
5759 Zoshchenko este un asteroid din centura principală, descoperit pe 22 ianuarie 1980, de Liudmila Karacikina. A fost numit după scriitorul rus Mihail Zoșcenko.